# دفاف (الطائف)
دفاف قرية سعودية، تتبع مركز بني سعد التابعة لمحافظة الطائف في منطقة مكة المكرمة. تقع في جنوب شرق الطائف، وتبعد عنها قرابة 50 كم.
ويسكن هذه القرية قبيلة الزود من قبيلة عتيبة
وقبيلة الجميعات من قبيلة عتيبة
وتتميز هذه القرية عن اغلب القرى المجاورة لها بسهولة أرضها مع ارتفاعها المناسب عن سطح البحر مما أعطاها ميزه زراعية وسكنية وسياحية بشكل رائع جدا
نظرا لكثرة الأمطار والأجواء المعتدله في فصل الصيف